# La Chapelle-Saint-Martial
La Chapelle-Saint-Martial – miejscowość i gmina we Francji, w regionie Nowa Akwitania, w departamencie Creuse.
Według danych na rok 1990 gminę zamieszkiwały 94 osoby, a gęstość zaludnienia wynosiła 9 osób/km² (wśród 747 gmin Limousin La Chapelle-Saint-Martial plasuje się na 512. miejscu pod względem liczby ludności, natomiast pod względem powierzchni na miejscu 546.).